# Aitor Merino Unzueta
Aitor Merino Unzueta (Sant Sebastià, 17 de desembre de 1972) és un actor i director de cinema basc criat en Pamplona. El 2007 va dirigir el curtmetratge El pan nuestro, que va ser nominat als Premis Goya d'aquest any. La seva germana Amaia Merino Unzueta també és actriu.
El 2013 va tornar a ser director, aquesta vegada al costat de la seva germana. Tots dos van dirigir el documental Asier ETA biok, llargmetratge que tracta el conflicte polític basc en paral·lel a l'amistat entre el mateix Aitor Merino i el seu amic Asier Aranguren i l'evolució de la mateixa segons el transcurs dels anys. En el documental, Aitor tracta d'explicar als seus amics de Madrid, ciutat a la qual es va traslladar per motius de treball, les llums i les ombres del conflicte basc a través de la figura del seu amic Asier, que va ser detingut per pertinença a ETA el 2003. Per regla general, el mateix Aitor exerceix també de càmera.
El documental va ser presentat al públic durant el Festival Internacional de Cinema de Sant Sebastià 2013, on va obtenir el premi Irizar. A més d'Espanya, el documental es va projectar en sales de cinema de l'Equador (país coproductor del film) i de França.

## Filmografia

### Cinema
- Basque Selfie (2018)
- Haz de tu vida una obra de arte (2013)
- Asier ETA biok (2013)
- Norte, Sur, Este, Oeste (2012)
- Welcome Back (2011)
- En zapatillas (2009)
- Sukalde kontuak (2009)
- La leyenda del hombre lento (2006)
- El Calentito (2005)
- Horas de luz (2004)
- 1809-1810 mientras llega el día (2004)
- Te doy mis ojos (2003)
- Días de fútbol (2003)
- Gris (2003)
- Canícula (2002)
- Simon: An English Legionnaire (2002)
- Primera persona (2002)
- Algunas chicas doblan las piernas cuando hablan (2001)
- Mezclar es malísimo (2001)
- ¿Tú qué harías por amor? (2001)
- A galope tendido (2000)
- Lo mejor de cada casa (Una semana en el parque) (2000)
- Cascabel (2000)
- Un banco en el parque (1999)
- Celos (1999)
- Rincones del paraíso (1999)
- Mambí (1998)
- Tu nombre envenena mis sueños (1996)
- Historias del Kronen (1995)
- Huidos (1993)
- Demasiado corazón (1992)
- Si te dicen que caí (1989)
- Romanza final (Gayarre) (1986)
- Fuego eterno (1985)
- El otro (1984)
- Akelarre (1983)
- La conquista de Albania (1983)

### Televisió
- LEX (2008)
- Mujeres (2006)
- Zeru horiek (2006)
- Lobos (2005)
- Hospital Central (2004)
- Programa más o menos multiplicado o dividido (1996)
- Yo, una mujer (1996)
- Segunda Enseñanza (1986)
- Goenkale (2013-2014) "Oliver"
- El ministerio del tiempo (2016)
- Pulsaciones (2017)
- Hospital Valle Norte (2019)